# Stadhouderskade 77
Het complex Stadhouderskade 77 hoek Ferdinand Bolstraat 2-6 beslaat een viertal panden aan de Stadhouderskade/Singelgracht, hoek Ferdinand Bolstraat te Amsterdam-Zuid, De Pijp. Qua ligging aan de Ferdinand Bolstraat ligt het tegenover de voormalige Heineken Brouwerij. Tussen beide gebouwen was ten tijde van de inhuldiging van Koningin Wilhelmina een erepoort opgesteld, die vastgelegd is door Jacob Olie.
Het gebouw staat op de bouwtekening uit 1878 nog te boek als een viertal woonhuizen met een afgesneden hoek. In de loop der jaren zijn de woningen op de begane grond verdwenen en dienen alle ruimten in 2015 tot bedrijven. Opvallend aan het gebouw is het gele pleisterwerk dat de gevel siert Nr. 77). Voorts is er een op de punt een erker geplaatst, iets dat veelvuldig werd toegepast in De Pijp.
In het hoekgebouw, Stadhouderskade 77, was waarschijnlijk een slagerij van Christiaan Carl Bernard Heise  (C.B. Heise, circa 1831-5 mei 1901) gevestigd. Hij stond destijds te boek als de eigenaar bij een verbouwing in 1889. Na diens vertrek (hij woonde in de Frans Halsstraat) diende het gebouw tot sigarenmagazijn van den Berg, later Kesting & Co. In 1925 opende Frits Berkhout hier een Union Bar. In 2015 is op de punt Café Berkhout gevestigd, een bruine kroeg, waarbij het gedeelte dat tot café dient is voorzien van houten betimmering. Het uitzicht wordt/werd ter plaatse beperkt door de blinde muur van de Heineken Brouwerij en de vele verkeersongelukken op de kruising. Het was jarenlang een black spot in Amsterdam.
Ferdinand Bolstraat 2 tot en met 6 heeft een ander uiterlijk. Het past voor wat betreft bouwstijl binnen De Pijp, de zogenaamde Eclecticisme. De drie gebouwen lijken daarbij sterk op elkaar, maar ook hier is de begane grond geheel aangepast voor bedrijven. In 2015 zijn er gevestigd een kledingherstelbedrijf (2), een herenkapsalon (4), die in 2013 haar 75-verjaardag vierde. Nummer zes was gedurende lange tijd een platenzaak gevestigd gekoppeld aan de muziekuitgeverij op Ferdinand Bolstraat 8, later plaatselijk bekend als Kuijper Klassiek. Nadat die het pand had verlaten werd het gekraakt, voordat er Atica, een handel in voedingsmiddelen in gevestigd werd.
Oost ·
160 ·
158 ·
157 ·
156 ·
155 ·
151-154 ·
149-150 ·
145-146 ·
142-144 ·
140-141 ·
137-139 ·
135-136 ·
130-134 ·
129 ·
128 ·
125-127 ·
123-124 ·
116-122 ·
115 ·
110-113 ·
100-101 ·
97 ·
95-96 ·
93-94 ·
92 ·
91 ·
89-90 ·
87-88 ·
86 ·
85 ·
84 ·
82-83 ·
78-79 ·
77 ·
Heineken Brouwerij ·
74 ·
72-73 ·
69-70 ·
68 ·
67 ·
65-66 ·
64 ·
62-63 ·
60-60a ·
58-59 ·
56-57 ·
Willemshuis ·
Van Nispenhuis ·
Kapel van Sint Josephs Gezellen-Vereeniging ·
54 ·
52-53 ·
47-49 ·
Carel Willinkplantsoen ·
Polderhuis ·
Ruysdaelkade 2-4 ·
Judith Leysterbrug ·
42 (Rijksmuseum) ·
40-41 ·
31-35 ·
30 ·
29 ·
Park Centraal Amsterdam ·
Stedemaagd (Vondelpark) ·
Byzantium ·
Koepelkerk ·
12 (Marriott) ·
Persilhuis ·
7 ·
5 ·
3 ·
1 ·
West